# Fun House
Fun House är den amerikanska rockgruppen The Stooges andra album, släppt 1970 på skivbolaget Elektra Records. Även om debuten var nyskapande så räknas detta album som gruppens mest karaktäristiska. Gruppen gjorde sig kända som ett vilt och rått liveband och många kritiker anser att den känslan fångats på detta album.

## Låtlista
Samtliga låtar skrivna av The Stooges.
1. "Down on the Street" - 3:43
2. "Loose" - 3:33
3. "T.V. Eye" - 4:17
4. "Dirt" - 7:00
5. "1970" - 5:14
6. "Fun House" - 7:46
7. "L.A. Blues" - 4:54